# 北町

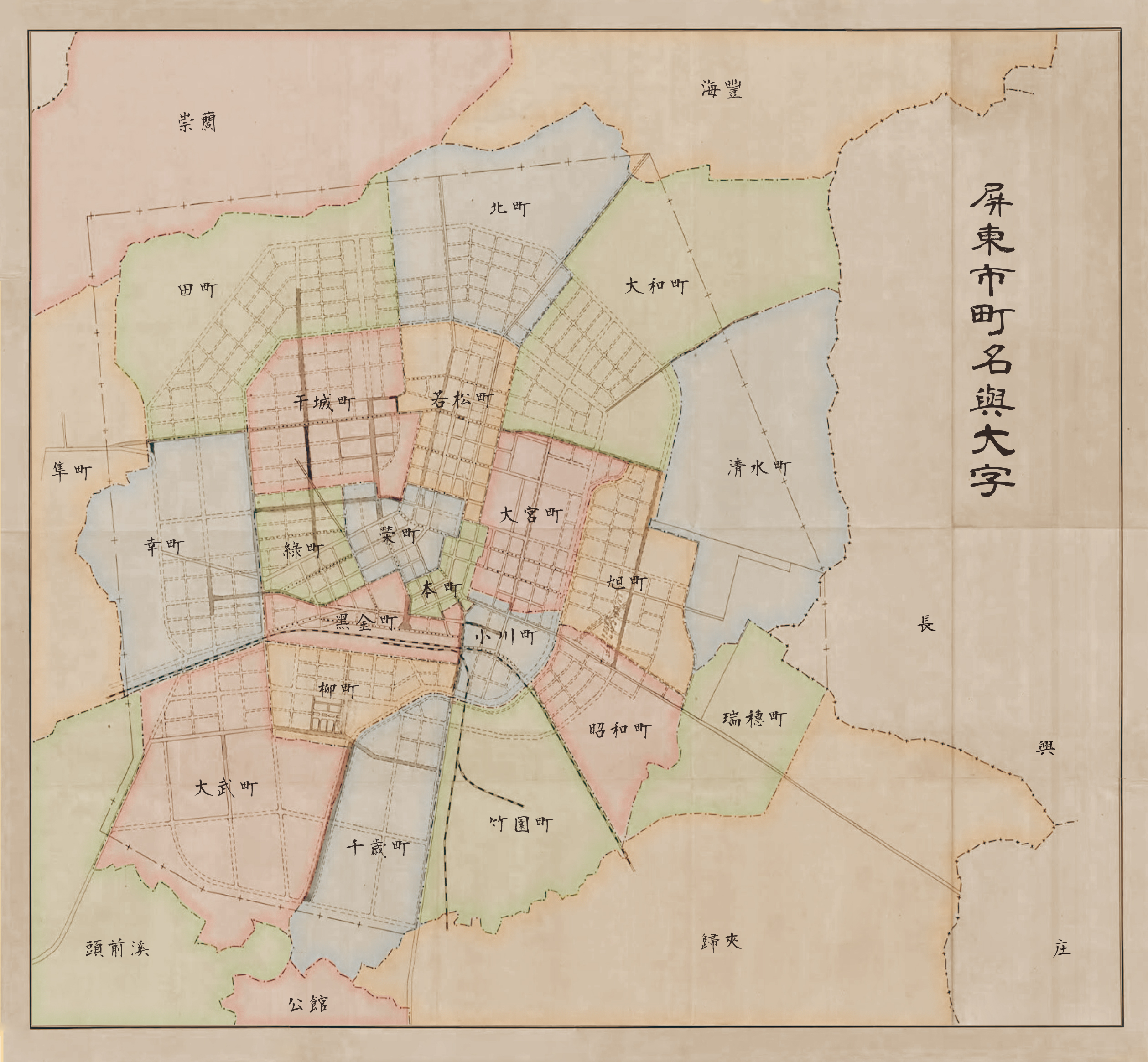
屏東市町名與大字

北町為屏東市在台灣日治時期的一個行政區，於1939年4月1日設立，為屏東市的21個町之一。其於阿緱街在1918年提出的町名改正構想中已出現，此町位於屏東市街北側故以此為名。北町的範圍為現今地籍北勢段和斯文段，大約為北勢里、北興里和勝利里東側。

## 町內設施
- 高雄州立屏東中學校（今國立屏東高級中學）